# Деипил
Деипи́л (др.-греч. Δηίπυλος) — в греческой мифологии сын фракийского царя Полимнестора и его жены Илионы, дочери троянского царя Приама и Гекубы.

## Мифология
Царь Трои Приам и его супруга Гекуба поручили своей дочери Илионе, жене фракийского царя Полимнестора, позаботиться о её младшем брате Полидоре, который был ещё ребёнком. Приам хотел спасти сына от бедствий Троянской войны и отправил к своей дочери, во Фракию. У Илионы к тому времени был уже собственный сын по имени Деипил, который являлся практически ровесником Полидора. Когда Троя пала, Агамемнон с Одиссеем вознамерился искоренить весь род Приама. Узнав, что его сын Полидор находится во Фракии, они снарядили послов к Полимнестору. Те, прибыв на место, пообещали отдать фракийскому царю красавицу Электру в жёны и ещё золото в придачу, если он на их глазах убьёт Полидора. Полимнестор согласился на сделку и принял плату, но, не решившись причинить зла ребёнку, которого он клятвенно обещал беречь и защищать, убил в присутствии послов своего сына Деипила, а те, обманутые, отправились восвояси.
По другой версии, Полимнестор, то ли из жадности, то ли из страха отказать могущественному царю Микен, всё-таки решил выполнить требование Агамемнона. Но Илиона ранее втайне подменила одного мальчика другим, выдавая своего сына Деипила за брата, из опасения, что, если она не убережёт Полидора, будет нести ответ перед родителями. В итоге Деипил был по ошибке убит собственным отцом. Когда Полидор повзрослел и Илиона рассказала ему всю эту историю, он, возмущённый тем, что Полимнестор за золото и обещание прислать ему новую жену решился на такое преступление, сначала ослепил его, а затем зарезал.